# Сквозь тернии
Сквозь тернии (англ. If There Be Thorns) — третий роман американской писательницы Вирджинии Эндрюс из серии «Доллангенджеры» в жанре семейной саги. История заключена в нескольких книгах Эндрюс: «Цветы на чердаке», «Лепестки на ветру», «Сквозь тернии» и «Семена прошлого», а также приквела «Сад теней». Книга вышла в 1981 году. Сюжет разворачивается в 1982 году.
5 апреля 2015 года состоялась премьера экранизации произведения с одноимённым названием.

## Сюжет
Единоутробные братья Джори и Барт Шеффилды воспитываются Кэти и Крисом, которого считают младшим братом Пола. 14-летний Джори красив, талантлив, следует по стопам матери-балерины; 9-летний Барт неуклюж, замкнут.
Вскоре семья удочеряет 2-летнюю сироту Синди — дочь погибшей в автокатастрофе ученицы Кэти. Ощущая себя обделённым родительским вниманием, Барт знакомится с переехавшей недавно по соседству пожилой дамой, которая просит называть её «бабушкой». Вскоре она признаётся, что на самом деле является его бабушкой, чему Джори, в отличие от брата, отказывается верить.
Старый слуга соседки Джон Амос убеждает Барта в греховной природе женщин и передаёт мальчику дневник Малкольма Фоксфорта. После прочтения дневника Барт мнит себя таким же жестоким, как его прадед, ввязывается в конфликты с родителями, братом и пытается утопить Синди. Семейный любимец пёс Кловер найден убитым.
От развившегося после пореза столбняка Барт находится на грани смерти. Джори говорит Крису о странной соседке, в которой последний узнаёт свою мать и требует держаться её от них подальше. Кэти попадает в аварию, после которой больше не может танцевать и берётся за написание мемуаров. Барт крадёт страницы рукописи и приходит в бешенство от узнанного: Кэти и Крис — родные брат и сестра, которых их мать держала на чердаке и травила ядом ради наследства. Джори прощает своих родителей, узнав об их трагическом прошлом.
Кэти узнаёт о соседке, которая делает дорогие подарки Барту, и идёт поговорить. Старая женщина пытается скрыть свою личность, но Кэти узнает её голос. Коррин раскаивается в своих преступлениях и просит прощения, но Кэти в бешенстве бросается на мать. Джон Амос ударом приводит женщин в бессознательное состояние и относит в подвал, чтобы морить их голодом до смерти. Барт осознаёт, как сильно он любит своих мать и бабушку, несмотря на их прегрешения, и приводит Криса. К этому моменту пламя охватило дом, из которого успевают спасти только Кэти.
В эпилоге передано трогательное прощание Кэти с матерью на её похоронах. Ради будущего счастья детей Кэти и Крис понимают необходимость сохранения тайны их родства. Барт будто бы уже оправился от своего безумия, но всё ещё думает о прадедушке, чьи миллионы собирается наследовать.

## Экранизация
Книга «Сквозь тернии» экранизирована Lifetime в одноимённый фильм. Премьера состоялась 5 апреля 2015 года. Адаптированный сиквел «Семена прошлого» также вышел в том же году в рамках специального двухдневного мероприятия и заключает серии.